# Little Lima
Little Lima (en español Pequeña Lima) es un enclave de residentes peruanos en el centro de la ciudad de Paterson, en el estado de Nueva Jersey, Estados Unidos, y el enclave peruano-estadounidense más grande fuera de América del Sur, hogar de aproximadamente 10,000 inmigrantes peruanos, según estimaciones Oficina del Censo de los Estados Unidos. Little Lima es considerado como la capital de la diáspora peruana en los Estados Unidos. Mientras tanto, East Newark, un distrito más pequeño, en el condado de Hudson, tiene el mayor porcentaje per cápita de peruanos en los Estados Unidos.
Little Lima limita al oeste con la calle Spruce Street, al norte con la avenida McBride Avenue, al este con la calle Cianci Street y al sur con las calles Ward y Oliver. El corazón comercial de Little Lima es Market Street. Se encuentra cerca de los barrios italiano, mexicano, dominicano y puertorriqueño en Main Street, así como de las cercanas Great Falls en el río Passaic. Diversas bodegas, panaderías, supermercados con productos peruanos y restaurantes de comida peruana se alinean en esta concurrida sección de Market Street. Little Lima es sede de la Gran Fiesta Peruana y del Desfile Peruano, que se realiza en el verano por la celebración de Fiestas Patrias.